# Slaget ved Durbė
Slaget ved Durbė (lettisk: Durbes kauja, litauisk: Durbės mūšis) var et middelalderligt slag udkæmpet i nærheden af Durbe, 23 km øst for Liepāja, i det nuværende Letland som en del af de liviske korstog. Den 13. juli 1260 vandt Žemaitija en afgørende sejr over den Tyske Ordens og Den Liviske Ordens fælles styrker. 150 riddere blev dræbt, herunder den liviske ordensmester Burchard von Hornhausen og tyske ordensmarskal Henrik Botel. Det var langt det største nederlag, riddere i Baltikum led i 1200-tallet. I det næststørste nederlag, Slaget ved Aizkraukle, blev 71 riddere dræbt. Slaget inspirerede til den Store preussiske opstand (afsluttet i 1274), til det semgaliske oprør (de sidste overgav sig i 1290) og kurlændernes oprør (de sidste overgav sig i 1267). Kampen resulterede i tabet af omkring 20 års liviske erobringer, og det tog omkring tredive år for den Liviske Orden at genoprette kontrollen.

## Baggrund
Den liviske orden havde kæmpet mod žemaitijanerne siden 1253, da Mindaugas blev kronet som konge af Litauen og overdrog dele af Žemaitija til ordenen. Žemaitijanerne anerkendte ikke overdragelsen og kæmpede videre for deres uafhængighed. For ridderne var Žemaitija et strategisk vigtigt landområde, der adskilte deres preussiske og liviske områder. Efter at žemaitijanerne havde dræbt 12 riddere nær det nybyggede Memel slot (Klaipeda) i 1257, blev en to-årig våbenhvile indgået. Da våbenhvilen udløb, invaderede žemaitijanerne Kurland og besejrede ridderne i slaget ved Skuodas i 1259. Denne succes ansporede semgallerne til at gøre oprør. Ridderne gik over til strategisk krigsførelse og angreb Tērvete i håb om at gøre semgallernes forpost til en ordensridder-borg. Da angrebet mislykkedes, byggede de en fæstning i nærheden af Dobele og en anden i Georgenburg (muligvis det nuværende Jurbarkas) i Žemaitija. Žemaitijanerne angreb Dobele, men på grund af dårlig belejringstaktik led de store tab. De angreb ikke Georgenburg direkte, men byggede en fæstning i nærheden for at afskære borgen fra forsyninger og løbende chikanere garnisonen.

## Slaget
Den Liviske ordensmester Burchard von Hornhausen havde samlet en stor hær til et angreb mod žemaitijanerne. Den 25. januar 1260 opnåede ridderne i en bulle fra pave Alexander IV velsignelse til korstoget og modtog samtidigt en samarbejdstraktat med Siemowit I Masovia. Da den Tyske og den Liviske Orden og deres allierede mødtes på Memel slot, var planen at undsætte det blokerede Georgenburg. De fik imidlertid kendskab til, at en stor semgallisk styrke havde gjort indfald i Kurland, og riddere besluttede i stedet at marchere i retning af nutidens Letland for at standse denne fremrykning. Fjenderne mødtes på den sydlige bred af Durbe søen.
Inden slaget var ridderne plaget af interne uenigheder. For eksempel nægtede danskerne fra Estland til at opgive deres tunge heste, som ikke var velegnet til kamp i et sumpet terræn. Da kampen startede, forlod de lokale kurlændere riddere, fordi ridderne ikke ville befri de kurlændere, der var fanger i den žemaitijanske lejr. Peter von Dusburg hævdede endda, at kurlænderne angreb ridderne bagfra. Estere og andre lokale fodfolk fulgte snart kurlændernes eksempel og forlod ridderne. Efter dette forræderi var ridderne omringet, og de led store tab. Omkring 150 af de to ordeners riddere omkom sammen med hundredvis af verdslige riddere og soldater af lavere rang.
Selvom slaget er beskrevet i detaljer i den livonske rimede krønike, nævner ingen samtidige kilder hvem der var leder af žemaitijanerne. Simon Grunau nævnte i sin krønike skrevet ca. 1517-1526, at det var Treniota. I 1982 offentliggjorde historikeren Edvardas Gudavičius en analyse, hvor han hævder, at Treniota ikke kunne have befalet en Žemaitisk hær, eftersom ikke var fra Zemaitija. Inga Baranauskienė har fremført, at slaget blev ledet af Alminas, leder af semgallerne, valgt før 1256.

## Efterspil
Talrige oprør mod den Tyske Orden fulgte i samtlige baltiske lande, blandt andet den Store preussiske opstand, der varede fra 1260 til 1274. Semgallerne gjorde oprør i 30 år, mens Kurland overgav sig i 1267. Kurlændere og žemaitijanerne angreb sammen de tyske borge vest for Ventafloden. Den 3. februar 1261, besejrede de retirerende hedninger igen ridderne nær Lielvārde, hvor 10 riddere blev dræbt. Disse kampe annullerede omkring 20 års liviske erobringer, og det tog omkring tredive år for Liviske Orden at genvinde kontrollen med områderne.
I kølvandet på nederlaget påstås det at fyrst Treniota overbeviste sin onkel Mindaugas, konge af Litauen, om at afsværge kristendommen og bryde freden med den Tyske Orden. Treniota organiserede angreb i Livland og fik støtte fra litauerne. I 1263 myrdede Treniota Mindaugas og tilrev sig den litauiske trone og landet vendte tilbage til hedenskab. Efterfølgende ustabilitet forhindrede storfyrstendømmet Litauen i at drage fuld fordel af den svækkede Orden. Imidlertid var Ordenerne optaget af at få kontrol over oprørske områder og udgjorde ingen større fare for Litauen før 1280'erne. I den forstand købte kampen tid for den nye litauiske stat til at modnes, styrkes og udvides før staten stod overfor korstogene i fuld skala.